# Zila (raga)
Zila (soms ook Zilla of Jila genoemd) is een raga uit de Hindoestaanse muziek.
De meest voorkomende vorm is Zila Kafi, een variant op raga Kafi, een 7 tonige (heptatonische) raga. Kafi stamt in rechte lijn uit de Indiase volksmuziek, en Zila Kafi is dan ook een meer gestileerde vorm hiervan. Een zeldzamer variant is Zila Pahadi.

## Kenmerken

### Toonladder
Arohana
- S-R-g-M-P-D-n-S'[1]

Avarohana
- S'-n-D-P-M-g-R-S

### Vadi en samvadi
Pancham(P) (de kwint) is de vadi (belangrijkste toon) swara en Shadja(S) (de grondtoon) is de samvadi (op een na belangrijkste toon).